# Summit (Mississippi)
Pour les articles homonymes, voir Summit.
Summit est une ville américaine située dans le comté de Pike, dans le Mississippi. Selon le recensement de 2020, sa population est de 1 505 habitants.